# Замок Моу Коп

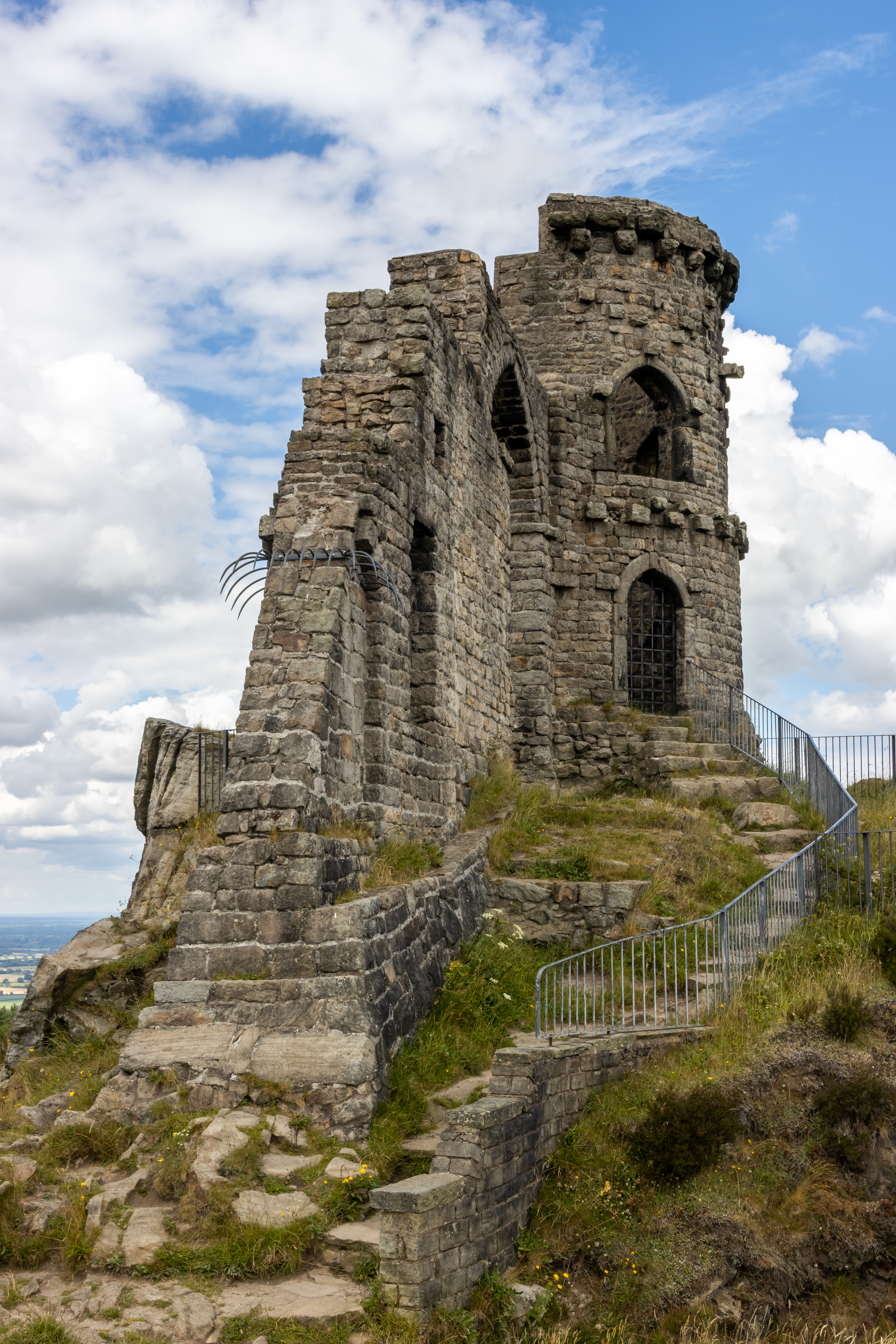
Замок Моу Коп

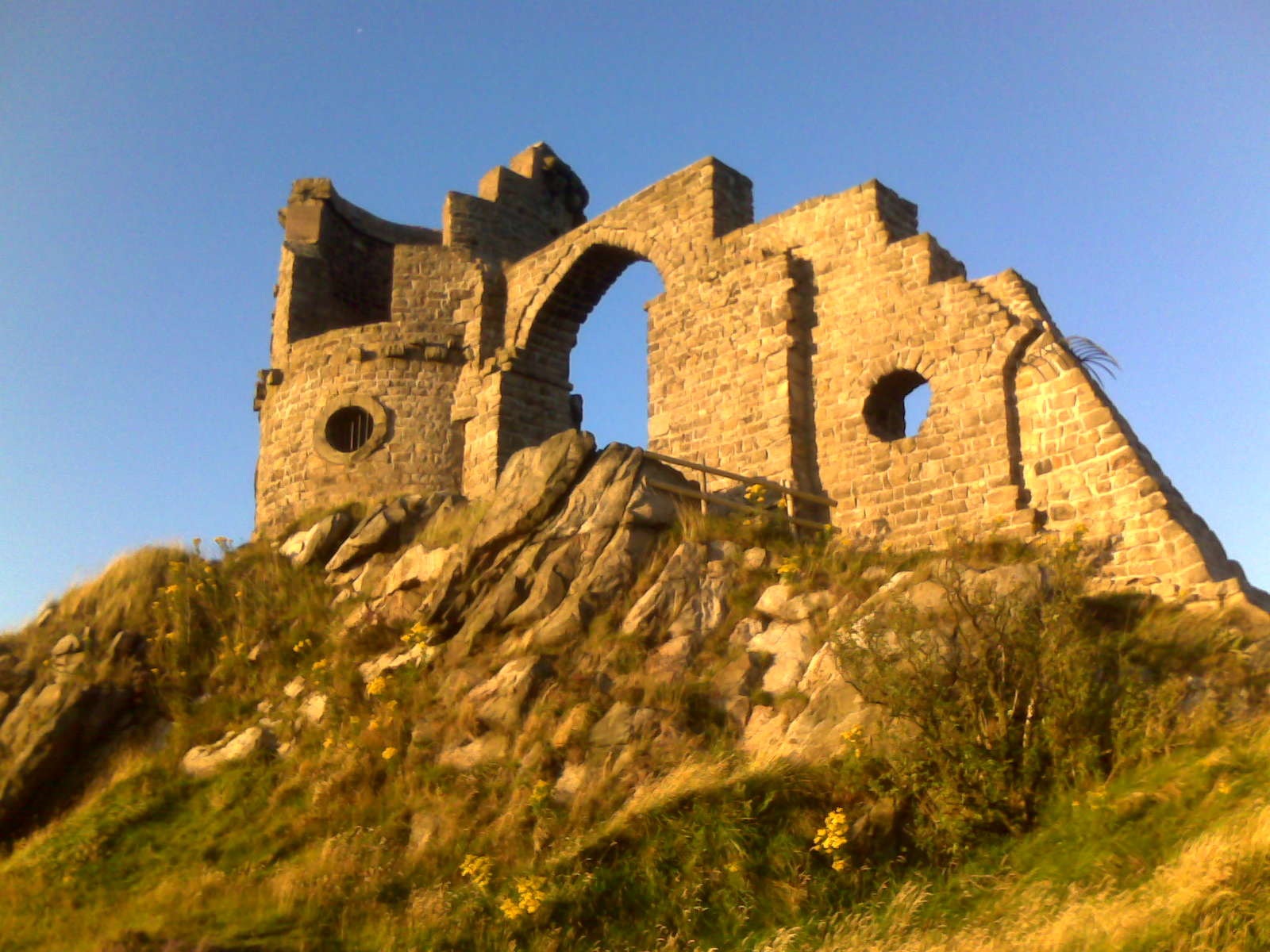
Замок Моу Коп на закате

Архитектурный каприз в английской деревне Моу Коп, часть общины Одд Род, графство Чешир, Англия. Внесён в национальный реестр культурного наследия Англии. Горный хребет, на котором стоит замок, образует границу между графствами Чешир и Стаффордшир, епархиями Честер и Личфилд, церковными провинциями Кентербери и Йорк.

## История
Изысканная беседка, похожая на средневековый замок и круглую башню, была построена в 1754 году Рэндлом Уилбрахамом из поместья Род-холл. Строительство сооружения велось местными каменщиками Джоном и Ральфом Хардингами.
В середине XIX-го века случился земельный конфликт между Рэндлом Уилбрахамом и Ральфом Снейдом, который утверждал, что часть летнего домика была построена на его земле и часть права собственности должна перейти к нему.
Территория вокруг замка имела национальную известность благодаря добыче высококачественных жерновов для использования на водяных мельницах. В ходе раскопок Моу Коп были обнаружена жернова, датируемые железным веком.
В 1937 году замок был передан Национальному фонду. В том же году более десяти тысяч методистов собрались на холме, чтобы отметить первое лагерное собрание примитивных методистов.
Моу Коп и его замок являются центральными образами романа Алана Гарнера «Красное смещение».